# NGC 6791
NGC 6791 is een open sterrenhoop in het sterrenbeeld Lier. Het ligt ongeveer 13.300 lichtjaar van de Aarde verwijderd en werd op 16 december 1853 ontdekt door Friedrich August Theodor Winnecke. De leeftijd van de sterrenhoop wordt geschat op 8 miljard jaar.

## Synoniemen
- OCL 142